# 데일리 메일

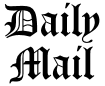

데일리 메일(Daily Mail)은 데일리 메일 앤드 제너럴 트러스트(Daily Mail and General Trust) 소유의 1896년 창간된 영국에서 가장 오래된 미들 마켓 타블로이드이다. 발행 부수는 더 선(The Sun)에 이어 2위이다.

## 참조
1. ↑  “Daily Mail”. Mediauk. 2012년 3월 8일에 원본 문서에서 보존된 문서. 2012년 3월 12일에 확인함.
2. ↑  Ownership of the News: House of Lords Paper 122-II, 1st Report of Session 2007-08 - Volume 2: Evidence; Bernan; The Stationery Office, 1 June 2008 - 608 pages; p. 86
3. ↑  “First official figures give The Sun Sunday 3.2m circ”. 《Press Gazette》. 2012년 9월 11일에 원본 문서에서 보존된 문서. 2012년 3월 12일에 확인함.